# Roquiague
Roquiague (tiếng Basque: Arrokiaga) là một xã thuộc tỉnh Pyrénées-Atlantiques trong vùng Nouvelle-Aquitaine miền tây nam nước Pháp.